# 吉田有佑
吉田 有佑（よしだ ゆうすけ、1998年5月27日 - ）は、日本のラグビーユニオン選手。トップウエストA中部電力ラグビー部所属。

## プロフィール
- 愛知県名古屋市出身。
- ポジションは、ロック(LO)、フランカー(FL)、ナンバーエイト(NO8)。
- 身長 184cm、体重 106kg
- ニックネームはゆうすけ、よっしー。

## 略歴
幼少期から中学校までは野球をしていた。
高校入学時に、ラグビー部からの熱烈な歓迎を受けラグビーを始める。
2018年、愛知県立明和高等学校を卒業後、東京大学文科二類に入学。
2020年、進振りにより、東京大学経済学部に進学。
2022年、東京大学経済学部を卒業後、中部電力ラグビー部に加入。

## 関連リンク
- 愛知県出身の人物一覧
- 愛知県立明和高等学校
- 東京大学運動会ラグビー部
- 中部電力ラグビー部